# Calanca
Calanca je obec ve švýcarském kantonu Graubünden, okresu Moesa. Nachází se v údolí řeky Calancasca (Val Calanca), asi 70 kilometrů jihozápadně od kantonálního hlavního města Churu, v nadmořské výšce 876 metrů. Žije zde 199 obyvatel.
Obec vznikla k 1. lednu 2015 na základě dohody o sloučení čtyř doposud samostatných obcí Arvigo, Braggio, Cauco a Selma.

## Geografie

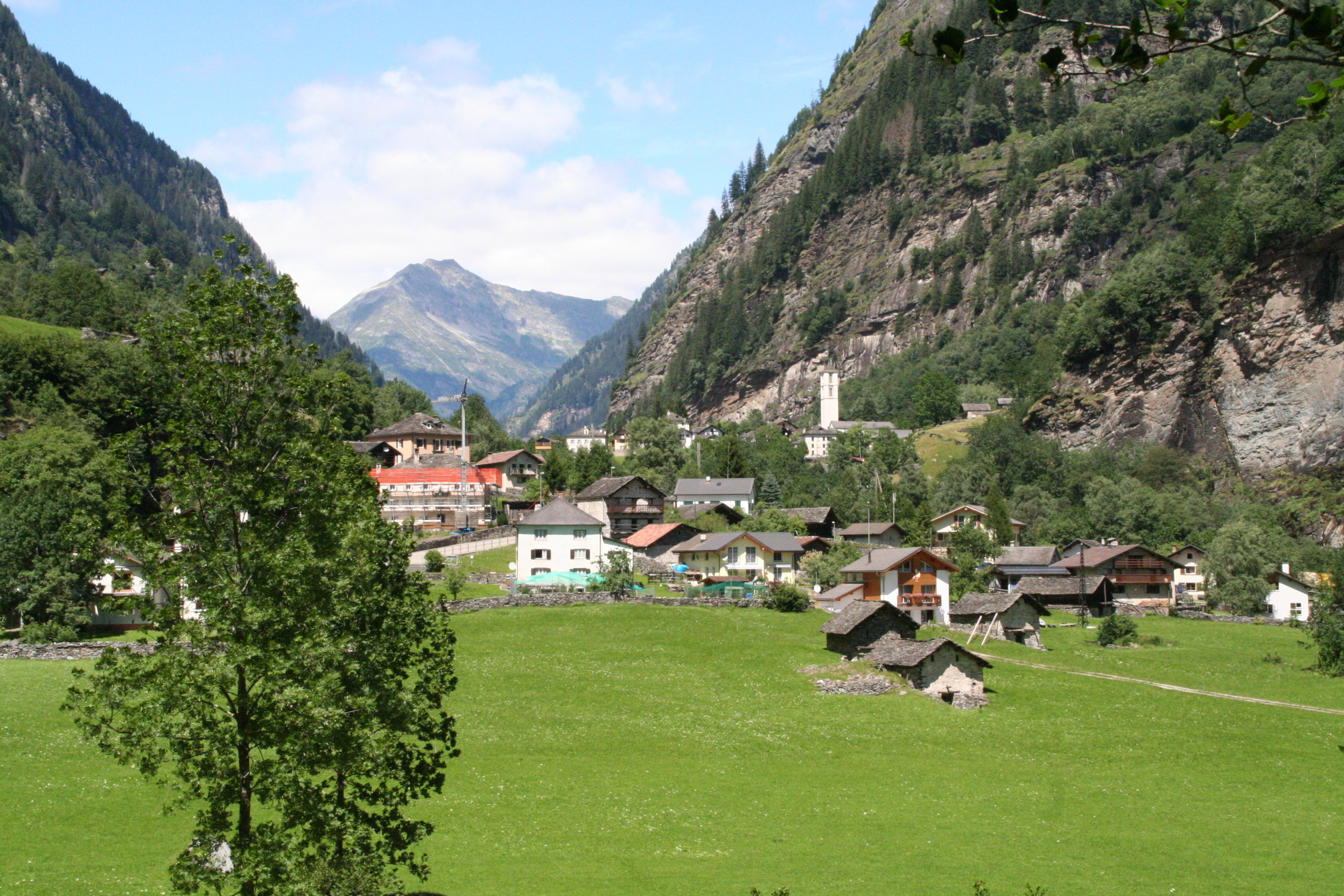
Osada Bodio v bývalé obci Cauco

Obec Calanca se nachází ve střední části stejnojmenného údolí, bočního údolí řeky Moesa. Sousedními obcemi jsou Rossa, San Vittore, Buseno, Santa Maria in Calanca, Grono, Lostallo a Soazza v kantonu Graubünden a Riviera v kantonu Ticino.

## Obyvatelstvo
| Rok            | 2010 | 2011 | 2012 | 2013 | 2014 | 2015 | 2016 | 2017 |
| Počet obyvatel | 218  | 214  | 205  | 206  | 187  | 187  | 192  | 195  |

Údolí Val Calanca je jednou z italsky mluvících oblastí kantonu Graubünden. Převážná většina obyvatel obce tak hovoří italsky.

## Doprava
Calanca leží ve stejnojmenném údolí. Je jediným spojením obce s okolním světem je okresní silnice, vedoucí z obce Grono. Nejbližší železniční stanice se nachází v Bellinzoně.